# Teatro Amazonas
El Teatro Amazonas es un teatro de ópera ubicado en Manaos, Brasil. Es uno de los teatros más importantes de Brasil. Siendo la principal tarjeta postal de Manaos. Ha sido restaurado cuatro veces, en un primer momento en 1929, 1974 y más recientemente entre 1988 y 1990, y este actualmente tiene 701 asientos cubiertos de terciopelo rojo.[cita requerida] Es ampliamente considerado como uno de los teatros más bellos del mundo.
De estilo renacentista en torno de su estructura externa con los detalles únicos en su cúpula, el teatro se convirtió en uno de los monumentos más conocidos de Brasil, y, consecuentemente, el mayor símbolo cultural de Manaos, y una de las expresiones arquitectónicas responsables por la fama de la ciudad de ser la Paris dos Trópicos (París de los Trópicos). Por ser una obra singular en el país y representar el apogeo de Manaos durante la Fiebre del Caucho, fue declarado como Patrimonio Histórico Nacional por la IPHAN (Instituto del Patrimonio Histórico y Artístico Nacional) en 1966. Está localizado más específicamente en la Avenida Eduardo Ribeiro y recibe cerca de 288 mil visitantes al año.
Con una decoración muy noble, el Teatro Amazonas ya fue palco no solamente de grandes piezas teatrales, pero también de shows internacionales como el de la banda estadounidenses The White Stripes. Deste 1997, el Festival Amazonas de Ópera es realizado en el teatro. En 2008, el teatro fue electo como una de las siete maravillas brasileñas en dos concursos promovidos por la Revista Caras en colaboración con el banco HSBC y otro por la oficina de diseño Goff. En 2014, TripAdvisor, considerado como el mayor sitio web de viajes del mundo, eligió al Teatro Amazonas como la tercera mayor atracción turística de Brasil.

## Historia

### Idealización, construcción e inauguración
El teatro fue construido durante la Belle Époque y Manaos se encontraba en el auge de la Fiebre del Caucho, impulsada por la riqueza proveniente de la extracción del látex amazónico, altamente valorado por las empresas estadounidenses y europeas. El proyecto arquitectónico fue escogido por el Gabinete Portugués de Ingeniería y Arquitectura de Lisboa en 1883. La construcción del teatro Amazonas fue primero propuesta en 1881 por un miembro de la Cámara de Representantes, Antônio José Fernandes Júnior. La idea sería construir un teatro que no fuera una simple casa de espectáculos, y si un majestuoso edificio que acercara a Manaos a una capital europea como París.

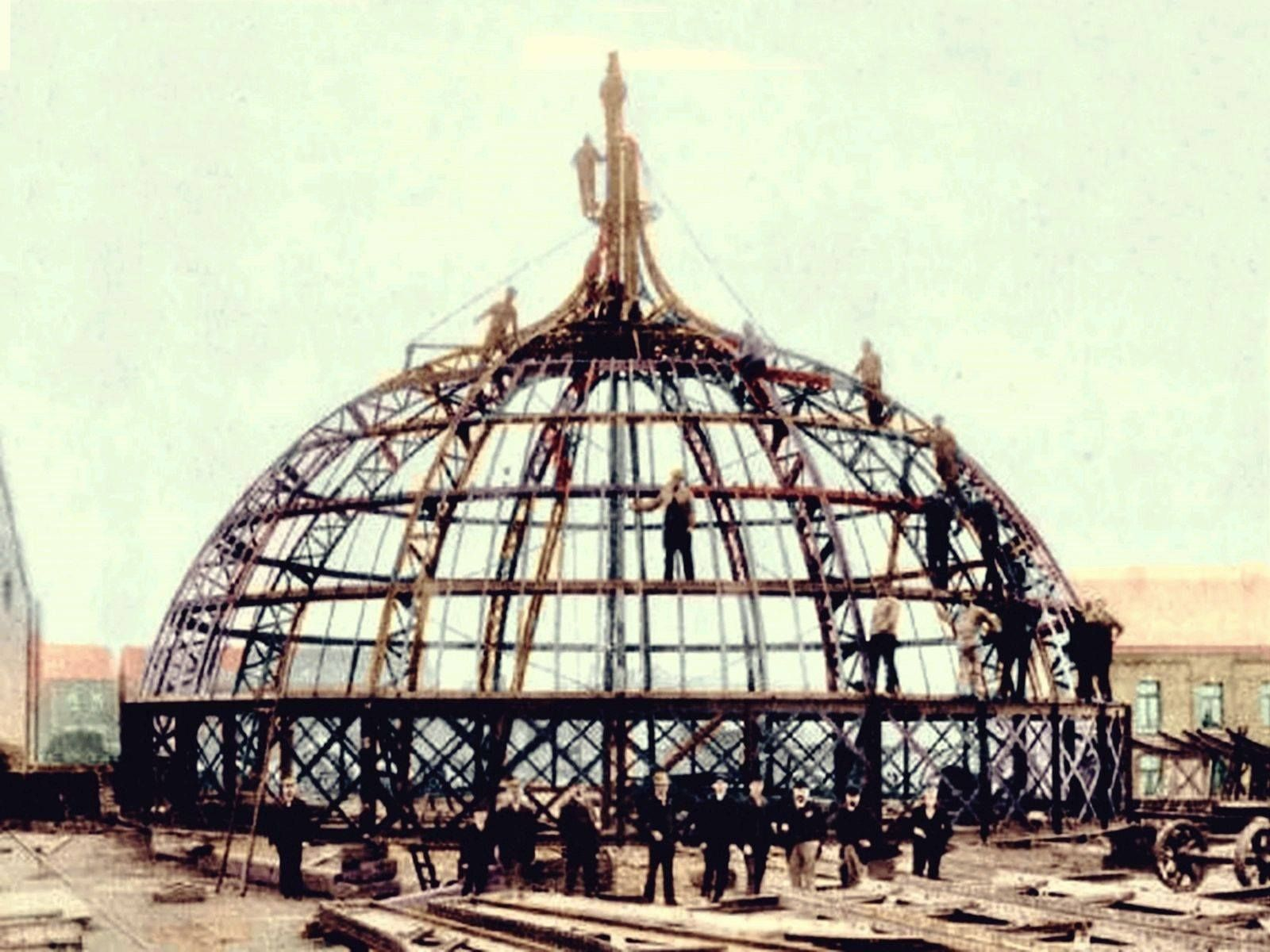
Cúpula del Teatro Amazonas siendo construída, c. 1895

En el año siguiente, la legislatura estatal aprobó una financiación limitada, pero fue considerada insuficiente. En 1882, el presidente de la provincia, José Lustosa Paranaguá, aprobó un presupuesto más grande e inició un concurso para la presentación de proyectos.[cita requerida]
El mobiliario, en estilo Luis XV, gran parte de la compañía Koch Fréres, llegó de París. De Italia procede el mármol de Carrara para las escaleras, estatuas, y columnas.[cita requerida] Las paredes de acero fueron pedidas a Inglaterra. El teatro cuenta con una iluminación de 198 lámparas de araña, 32 de ellas de cristal de Murano.[cita requerida] El telón, con su pintura de "La Reunión de las Aguas" fue realizado en París por Crispim do Amaral, y representa la unión del río Negro y el río Solimões para formar el Amazonas.[cita requerida] Los hermosos paneles que decoran los techos del auditorio y de la cámara de auditorio fueron pintados por el italiano Domenico de Angelis.[cita requerida]
La decoración interna estuvo a cargo del decorador pernambucano Crispim do Amaral, con excepción del pasillo al área más lujosa del edificio, que fue entregada al artista italiano Domenico de Angelis. Coordenadas por el arquitecto italiano Celestial Sacardim, las obras comenzaron en 1884, tomaron impulso en los años 1890-1891, fueron interrumpidas, las retomaron en 1893 y, finalmente, el Teatro Amazonas fue inaugurado el 31 de diciembre de 1896.

### Primeros años
El trabajo de decoración del teatro se extendió por algunos años más después de su inauguración oficial. El edificio fue construido con un predomínio de elementos neoclásicos, pero la presencia de otros estilos la caracteriza como una construcción eclética. Para la realización de la obra fueron contratados artistas de renombre en el escenário brasileño y europeo. El pernambucano Crispim do Amaral fue el responsable de la decoración del salón interno. El italiano Dominico de Angelis, que también trabajó en la decoración de la sala de espectáculos del Theatro da Paz, en Belém, fue contratado por Crispim do Amaral para hacer la ornamentación del salón noble. En el techo del salón se destaca la pintura A glorificação das belas artes na Amazônia (La glorificación de las bellas artes en el Amazonas), diseñada por De Angelis, además de 32 arañas de cristal de Murano, bustos de personalidades ilustres, columnas con base de mármol de Carrara y espejos provenientes de Italia y Francia. El suelo de diseño geométrico, también diseñado por el italiano, es formado por 12.000 piezas de madera encajadas entre sí. La cúpula está formada por 36.000 escamas de cerámica vidriada y tejas vidriadas provenientes de Alsacia. Fue adquirida en la Casa Koch Frères, en París, y su pintura ornamental fue realizada por Lourenço Machado.

### Desde elsigloXXhasta la actualidad
El Teatro Amazonas es el principal monumento cultural arquitectónico del Estado de Amazonas y fue declarado patrimonio histórico el 29 de noviembre de 1966. El edificio, que tiene capacidad para 701 personas, fue restaurado en 1975 por el gobierno de Enoque da Silva Reis. Actualmente, el teatro abriga el Festival Amazonas de Ópera, uno de los mayores y más prestigiosos eventos en el contexto de la música clásica brasileña.

## Museo

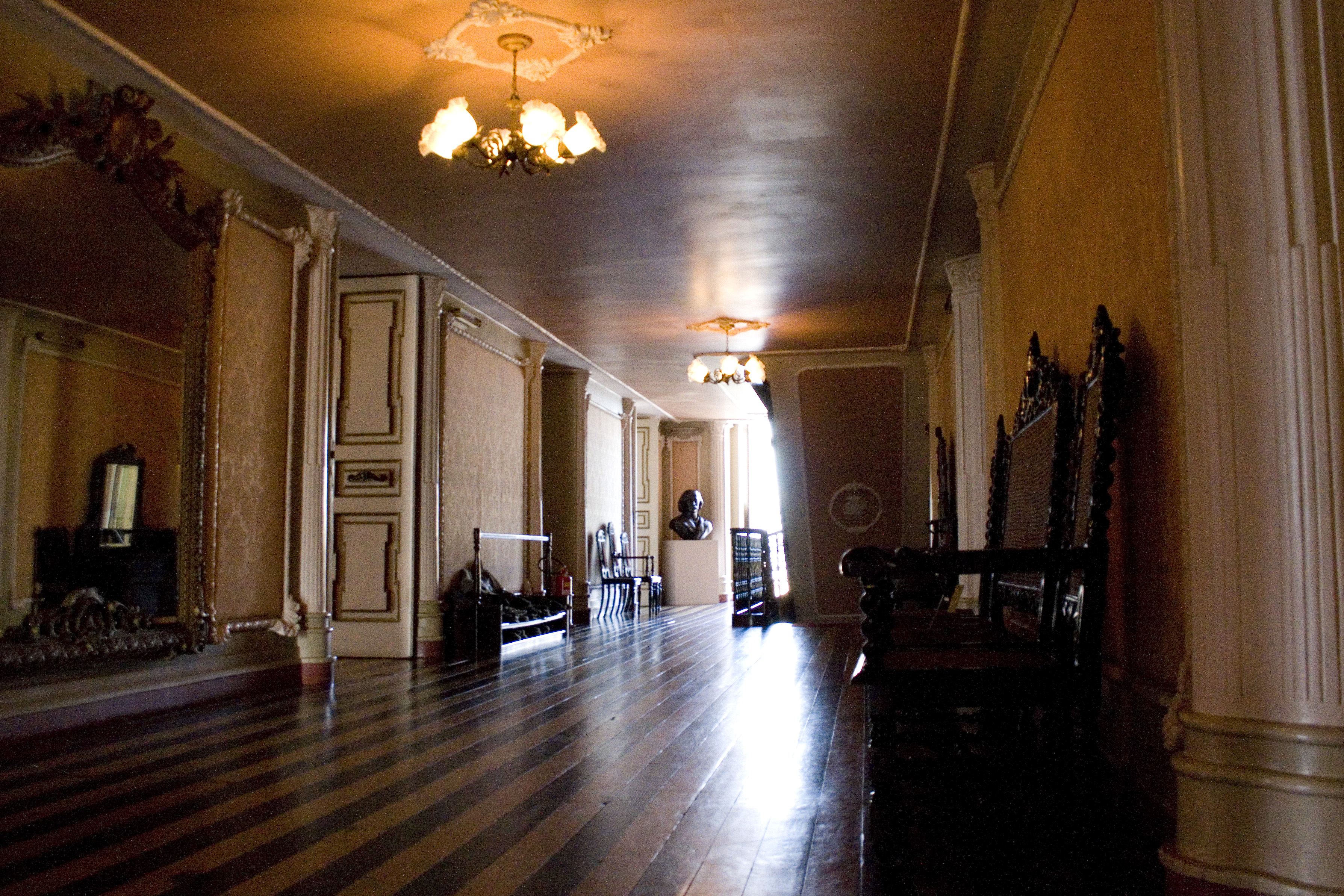
Museo del Teatro Amazonas

El Museo del Teatro Amazonas fue creado en 1971, sobre la coordinación del compositor y cantante Pedro Amorim. El museo tiene el objetivo de mostrar las piezas más raras y equipamientos usados por el Teatro Amazonas en tiempos antiguos.
Pueden ser encontrados en el lugar objetos de uso personal de artistas, como las zapatillas de los bailarines Margot Fonteyn, Marcelo Mourão Gomes, Ana Laguna y Mijaíl Barýshnikov. Vasos de porcelana, jarrones ingleses, escupideras de porcelana neerlandesa, lámparas de 1896 y programas de espectáculos de finales del siglo XIX forman parte del acervo histórico-artístico conservado a lo largo de más de 120 años del teatro.
Las visitas se organizan según los más modernos estándares, con guías bilingües, valorizando y diversificando la programación del tour.

## El teatro y la migración musical
Manaos se ha convertido en el foco de la migración musical de los países más improbables. Algunos de los mejores músicos de Europa del Este han sido tentados de orquestas como la del teatro Kirov y han llegado a Manaos con salarios mucho más altos. De hecho, 39 de los de 54 miembros de la Orquesta Filarmónica de Amazonas son de Bulgaria, Bielorrusia y Rusia. Incluso el archivista es de Bielorrusia".

## El teatro en la cultura popular
- Se hizo una referencia al teatro en el samba-enredo "Amazonas, o Eldorado é aqui" de la escuela de samba carioca Grande Rio, en 2006.[20]
- El Teatro Amazonas apareció en 2014 en el episodio "No tienes que vivir como un árbitro", el decimosexto episodio de la vigesimoquinta temporada de la serie animada Los Simpson. En la escena, aparece una especie de tarjeta postal mostrando el Teatro Amazonas y el Monumento a la Apertura de los Puertos.[21]
- El equipo de futbol Manaus Futebol Clube hace mención al Teatro Amazonas en su himno.[22] También, usaron la cúpula del teatro para hacer el escudo del equipo.[23]
- El Teatro Amazonas es el escenario natural de los informativos Bom Dia Amazônia y Jornal do Amazonas, ambos de la Rede Amazônica.[24]